# Cecidomyia silvestrii
Cecidomyia silvestrii är en tvåvingeart som först beskrevs av Alessandro Trotter 1911.  Cecidomyia silvestrii ingår i släktet Cecidomyia och familjen gallmyggor.
Artens utbredningsområde är Kalifornien. Inga underarter finns listade i Catalogue of Life.